# Paramonecphora subsanguinea
Paramonecphora subsanguinea är en insektsart som först beskrevs av Melichar 1905.  Paramonecphora subsanguinea ingår i släktet Paramonecphora och familjen spottstritar. Inga underarter finns listade i Catalogue of Life.